# Galium magnifolium
Galium magnifolium là một loài thực vật có hoa trong họ Thiến thảo. Loài này được (Dempster) Dempster mô tả khoa học đầu tiên năm 1959.